# Isabel II de Jerusalém
Isabel II (em castelhano:  Isabela; Andria, c. 1212 — Andria, 25 de abril de 1228), conhecida Iolanda de Brienne, foi uma princesa da França que se tornou rainha de Jerusalém.

## Rainha infanta
Isabel nasceu em Andria, filha única de Maria de Monferrato, rainha de Jerusalém, e João de Brienne. Maria era filha da rainha Isabel I de Jerusalém com seu segundo marido, Conrado I, e herdeira, depois que sua mãe morreu, do Reino de Jerusalém.
Maria morreu logo depois de dar à luz Isabel em 1212, possivelmente de febre puerperal. Por conta disto, Isabel II foi proclamada rainha de Jerusalém quando tinha apenas uns dias de idade. Como seu pai, João, não tinha como reivindicar o trono para si, reinou como regente.

## Casamento com Frederico II
Frederico II, rei da Alemanha e da Sicília, havia se envolvido na Quinta Cruzada enviando tropas germânicas, mas não acompanhou o exército diretamente, apesar do encorajamento recebido dos papas Honório III e, depois, Gregório IX, pois precisava consolidar sua posição na Alemanha e na Itália antes de embarcar numa aventura. Porém, Frederico novamente prometeu seguir numa cruzada depois de sua coroação como imperador em 1220 por Honório III.
Durante um encontro entre João de Brienne, Honório e Frederico II na cidade de Ferentino em 1223, o destino de Iolanda foi decidido: Frederico aceitou finalmente seguir para uma cruzada, mas apenas como legítimo rei de Jerusalém, o que só foi possível se ele concordasse em tomar a jovem rainha Isabel II como sua esposa (na época, Frederico era viúvo). O plano foi arquitetado pelo papa, que esperava com este laço ligar o imperador firmemente à Sexta Cruzada. O noivado foi confirmado, mas o imperador ainda relutou em partir até agosto de 1225, quando ele e Isabela se casaram por representação na cidade de Acre. A cerimônia foi realizada por João de Patti. Dias depois, Isabel II foi coroada rainha de Jerusalém.
A agora coroada rainha chegou na Itália com vinte galés enviadas por Frederico II para trazê-la com o pai. A expedição, liderada por Enrico, conde de Malta, também incluía os bispos Lando de Anagni, bispo de Régio da Calábria, João de Patti, e Richiero de Melfi. Ao chegar, casou-se pessoalmente com Frederico II na Catedral de Brindisi em 9 de novembro de 1225. Na cerimônia, Frederico declarou-se rei de Jerusalém e imediatamente garantiu que seu novo sogro, João de Brienne, o atual regente do reino, fosse destituído e tivesse seus direitos transferidos para si. Os cronistas da época descrevem as exóticas cerimônias então realizadas no Castelo de Óriae a reação indignada do pai da noiva, que se viu sem poder nenhum.
Apesar de sua nova função de rei de Jerusalém, Frederico II continuou a gastar tempo nos preparativos para partir para a cruzada e, em 1227, foi excomungado pelo papa Gregório IX por não honrar seu juramento.

## Morte

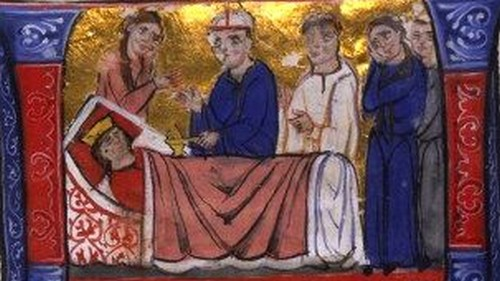
Iluminura da morte de Isabel II

Depois do casamento, Isabel foi mantida reclusa pelo marido no harém de Frederico em Palermo, na Sicília. Em novembro de 1226, ela deu à luz sua primeira filha, uma garota (chamada em algumas fontes de Margarida), mas o bebê morreu em agosto do ano seguinte. Frederico finalmente partiu de Brindisi em 8 de setembro de 1227 para Jerusalém, mas adoeceu em Otranto, onde Luís IV da Turíngia havia desembarcado. Frederico adiou a viagem até se recuperar e, enquanto isso, Isabel morreu depois de dar à luz ao seguindo filho, um garoto chamado Conrado, em Andria, Bari, em 25 de abril de 1228. Foi enterrada na Catedral de Andria enquanto Frederico finalmente embarcava para Jerusalém em 28 de junho.
Embora tenha se coroado rei de Jerusalém na Igreja do Santo Sepulcro em 18 de março de 1229, Frederico governou como regente de seu filho, assinando uma trégua com os muçulmanos no mesmo ano durante a Sexta Cruzada.